# Patinage de vitesse aux Jeux olympiques de la jeunesse d'hiver de 2024
Navigation
2020 2028
Les épreuves de patinage de vitesse aux Jeux olympiques de la jeunesse d'hiver de 2024 ont lieu du 22 au 26 janvier 2024 à l'Ovale de Gangneung en Corée du Sud. Ce sont les mêmes infrastructures utilisés pour les Jeux olympiques d'hiver de 2018.

## Qualifications
Chaque comité peut s'engager sur chaque épreuve individuelle deux athlètes. Pour être éligibles, les participants doivent être nés entre le 1er juillet 2006 et le 30 juin 2008. Le pays hôte est assuré de deux quota par sexe.
Pour être éligible aux JOJ, un athlète doit avoir également atteint des minimas réalisés entre le 1er juillet 2022 et le 8 décembre 2023.
- Femmes : 500m 45,00s ou 1500m 2 min 20,00s
- Hommes : 500m 41,00s ou 1500m 2 min 07,00 s

Les quotas sont attribués et répartis selon les principes suivants :
- Les quotas d'inscription sont attribués en fonction des résultats des Championnats du monde juniors de patinage de vitesse de l'ISU 2023 et des compétitions désignées de la Coupe du monde junior de l'ISU de patinage de vitesse organisées au cours de la saison 2023-2024.

• Une place de quota attribuée s'applique à un athlète. Cet athlète sera éligible pour participer à toutes les épreuves individuelles et par équipe.
Les CNO ayant participé aux Championnats du monde juniors de patinage de vitesse ISU 2023 qui ont pu placé leur représentant parmi les six meilleurs athlètes, par sexe, dans les distances simples, 500 mètres et/ou 1 500 mètres, gagnent une place de quota. Si un autre athlète est présent également dans les top 6, un deuxième quota est attribué.
| Femmes                                                                         | Hommes                                                                   |
| ------------------------------------------------------------------------------ | ------------------------------------------------------------------------ |
| Autriche (1) États-Unis (1) Italie (1) Kazakhstan (1) Norvège (1) Pays-Bas (2) | Canada (1) États-Unis (1) Japon (2) Norvège (1) Pays-Bas (2) Pologne (1) |

Les places de quota restantes non attribuées seront attribuées en fonction des résultats de deux manches désignées de la Coupe du monde junior de l'ISU de patinage de vitesse de la saison 2023-2024. Les deux compétitions retenues sont les manches de Baselga di Piné (25-26 novembre 2023) et Collalbo  (2-3 décembre 2023). L'ordre de qualification sera basé sur la séquence suivante : 1er sur 500m, 1er sur 1500m, 2e sur 500m, 2e sur 1500m, etc. jusqu'à épuisement des quotas (34 par sexe)
Pour participer à l'épreuve de relais par équipes (limitée à douze équipes), les CNOS doivent être en capacité d'aligner un athlète masculin et une athlète féminine déjà qualifiés. Le top 12 est déterminé par les résultats des épreuves individuelles sur la distance de 500 m.

## Résultats
| Épreuve        | Or                             | Or            | Argent                                | Argent        | Bronze                               | Bronze        |
| -------------- | ------------------------------ | ------------- | ------------------------------------- | ------------- | ------------------------------------ | ------------- |
| Hommes         |                                |               |                                       |               |                                      |               |
| 500 mètres     | Finn Sonnekalb                 | 36 s 61       | Miika Johan Klevstuen                 | 36 s 79       | Shin Seo-nung                        | 37 s 13       |
| 1 500 mètres   | Finn Sonnekalb                 | 1 min 50 s 53 | Pan Baoshuo                           | 1 min 52 s 84 | Sota Kubo                            | 1 min 53 s 16 |
| Mass start     | Finn Sonnekalb                 | 30 pts        | Pan Baoshuo                           | 22 pts        | Eirik Andersen                       | 10 pts        |
| Femmes         |                                |               |                                       |               |                                      |               |
| 500 mètres     | Angel Daleman                  | 39 s 28       | Jung Hui-dan                          | 39 s 64       | Waka Sasabuchi                       | 39 s 65       |
| 1500 mètres    | Angel Daleman                  | 2 min 02 s 90 | Liu Yunqi                             | 2 min 03 s 29 | Hanna Mazur                          | 2 min 05 s 13 |
| Mass start     | Angel Daleman                  | 33 pts        | Jasmijn Veenhuis                      | 21 pts        | Liu Yunqi                            | 10 pts        |
| Mixte          |                                |               |                                       |               |                                      |               |
| Relais 6 tours | Chine- Liu Yunqi - Pan Baoshuo | 3 min 11 s 74 | Corée du Sud- Lim Lee-won - Heo Se-ok | 3 min 11 s 78 | Pays-Bas- Angel Daleman - Sem Spruit | 3 min 12 s 10 |

## Tableau des médailles
| Rang  | Nation       | Or | Argent | Bronze | Total |
| ----- | ------------ | -- | ------ | ------ | ----- |
| 1     | Pays-Bas     | 3  | 1      | 1      | 5     |
| 2     | Allemagne    | 3  | 0      | 0      | 3     |
| 3     | Chine        | 1  | 3      | 1      | 5     |
| 4     | Corée du Sud | 0  | 2      | 1      | 3     |
| 5     | Norvège      | 0  | 1      | 1      | 2     |
| 6     | Japon        | 0  | 0      | 2      | 2     |
| 7     | Pologne      | 0  | 0      | 1      | 1     |
| Total | Total        | 7  | 7      | 7      | 21    |